# 單層扁平上皮
單層扁平上皮是由形成一連續表面之扁平、形狀不規則的細胞所組成，其可被稱做人行道狀上皮、單層鱗狀上皮細胞這個名詞是將細胞比喻成魚的鱗片般。與所有的上皮一樣，這種纖細的內襯由下方之基底膜所支持，如簡圖所示。基底膜的厚度鮮少厚到可用一般光學顯微鏡觀察到。
單層扁平上皮位在參與氣體（如肺臓）或液體（如微血管的壁）被動運輸（擴散）的內櫬表面。單層扁平上皮也會形成胸膜、心包膜和腹膜腔的纖細內襯，它們在此可使體液進出這些體腔中。雖然這些細胞為單層，但其具有多種重要的功能。這些細胞通常具有特化的表面受體以控制局部作用之化學傳訊者的分泌。
一條小血管上的單層扁平上皮，其上皮內襯細胞（在循環系統中即爲內皮）非常扁平，所以只能以突出至血管管腔中的核而辨認出來。
將腹腔的間皮內襯與其下方的組織分離，然後將其展開在載玻片上，如此便可看到單層扁平上皮的表面。細胞間物質可被銀染上，因此可看出彼此緊密相嵌且高度不規則的細胞界限。
單層扁平上皮細胞為扁平上皮細胞的一個分支，另外有複層扁平上皮細胞。